# Liste der Kulturdenkmale in Oettern
In der Liste der Kulturdenkmale in Oettern sind alle Kulturdenkmale der thüringischen Gemeinde Oettern (Landkreis Weimarer Land) und ihrer Ortsteile aufgelistet (Stand: 26. April 2012).

## Oettern
Denkmalensemble
| Bild            | Bezeichnung | Lage    | Datierung | Beschreibung | ID |
| --------------- | ----------- | ------- | --------- | ------------ | -- |
| Fotos hochladen | Ortslage    | (Karte) |           |              |    |

Einzeldenkmale
| Bild                           | Bezeichnung                                                   | Lage                                 | Datierung | Beschreibung | ID |
| ------------------------------ | ------------------------------------------------------------- | ------------------------------------ | --------- | ------------ | -- |
| weitere Bilder Fotos hochladen | Kirche                                                        | (Karte)                              |           |              |    |
| Fotos hochladen                | Grabstätte für einen sowjetischen Zwangsarbeiter und ein Kind | Friedhof                             |           |              |    |
| Fotos hochladen                | ehemaliges Wohnhaus                                           | Haus Nr. 2                           |           |              |    |
| Fotos hochladen                | Wohnstallhaus                                                 | Haus Nr. 30                          |           |              |    |
| Fotos hochladen                | Bohlenstube                                                   | Haus Nr. 32                          |           |              |    |
| Fotos hochladen                | Gehöft (ehemalige Mühle)                                      | Haus Nr. 38                          |           |              |    |
| Fotos hochladen                | Ilmbrücke                                                     | Ortslage                             |           |              |    |
| Fotos hochladen                | Wasserwerk                                                    | Mellinger Straße                     |           |              |    |
| Fotos hochladen                | Waidmühlstein                                                 | Grünfläche zwischen Nr. 1 und Brücke |           |              |    |

Bodendenkmal
| Bild            | Bezeichnung                                    | Lage | Datierung | Beschreibung        | ID |
| --------------- | ---------------------------------------------- | --- | --------- | ------------------- | -- |
| Fotos hochladen | Wallanlage, Burggraben, Otternburg, Ziegenburg | Nach Westen vorspringende, allmählich nach Nordwest abfallende und sich verjüngende Bergnase dicht südlich der Ilm und 0,3 km von Oettern |           | Infotafel eingefügt |    |

## Quelle
- Denkmalliste Landkreis Weimarer Land. (PDF; 929 kB) weimarerland.de